# Rackets bei den Olympischen Spielen
Rackets, ein Vorläufer des Squash, war bisher nur einmal als offizielle Wettkampfsportart Teil der Olympische Spiele. Bei den Olympischen Spielen 1908 in London fanden ein Einzel- und ein Doppelwettbewerb im Rackets statt. Bei den Olympischen Spielen 2028 wird Squash Teil des olympischen Wettkampfprogramms sein.

## Übersicht der Wettbewerbe
| Wettbewerb             | 96 | 00 | 04 | 06 | 08 | seit 12 | Gesamt |
| ---------------------- | -- | -- | -- | -- | -- | ------- | ------ |
| Einzel                 |    |    |    |    | •  |         | 1      |
| Doppel                 |    |    |    |    | •  |         | 1      |
| Anzahl der Wettbewerbe |    |    |    |    | 2  |         | 2      |

## Ewiger Medaillenspiegel
Stand: 1908
| Rang | Land           | Goldmedaille | Silbermedaille | Bronzemedaille | Gesamt |
| ---- | -------------- | ------------ | -------------- | -------------- | ------ |
| 1    | Großbritannien | 2            | 2              | 3              | 7      |